# Ла-Верері
Ла-Верері (фр. La Verrerie) — громада  в Швейцарії в кантоні Фрібур, округ Вевез.

## Географія
Громада розташована на відстані близько 60 км на південний захід від Берна, 29 км на південний захід від Фрібура.
Ла-Верері має площу 13,4 км², з яких на 6,5% дозволяється будівництво (житлове та будівництво доріг), 77,8% використовуються в сільськогосподарських цілях, 14,8% зайнято лісами, 0,9% не є продуктивними (річки, льодовики або гори).

## Демографія
2019 року в громаді мешкало 1254 особи (+15,5% порівняно з 2010 роком), іноземців було 14,1%. Густота населення становила 93 осіб/км².
За віковим діапазоном населення розподілялося таким чином: 26,2% — особи молодші 20 років, 62% — особи у віці 20—64 років, 11,9% — особи у віці 65 років та старші. Було 491 помешкань (у середньому 2,5 особи в помешканні).
Із загальної кількості 272 працюючих 112 було зайнятих в первинному секторі, 73 — в обробній промисловості, 87 — в галузі послуг.